# Golf, che passione!
Golf, che passione! (nell'originale inglese Divot Diggers) è una comica del 1936 diretta da Robert F. McGowan con le Simpatiche canaglie.

## Trama
Spanky, Alfalfa e i loro piccoli amici stanno racimolando punti giocando a golf, mentre i biglietteria tutti gli impiegati guidatori delle caddy si licenziano per il basso salario. Il proprietario del campo è disperato e non sa che fare per noleggiare i veicoli così, mentre passeggia confuso, una palla scagliata da una delle piccole canaglie gli arriva in testa. Questi si gira ed ha la brillante idea di usare i ragazzi come aiutanti e guidatori di caddy per i giocatori. Ma l'idea si rivelerà sbagliatissima.